# Abu l-Hasan Amin ibn Muhammad al-Gulistani
Abu l-Hasan Amin ibn Muhammad al-Gulistani fou visir de Kermansah i historiador de la Pèrsia post afshàrida. Era membre d'una família de sàyyids d'Esfahan. El 1748 fou nomenat visir de Kermansah; el 1750 Karim Khan Zand va assetjar per primer cop la ciutat el va detenir. Després Karim fou derrotat per Azad Khan i va recuperar el poder a la ciutat que va abandonar el 1756 després d'una disputa amb el seu oncle. Va escriure una història titulada Moǰmal al-tawārīḵ-e baʿd-e Nāderīya que narra els fets de la Pèrsia posterior a Nàdir-Xah Afxar fins a l'adveniment dels qajars, amb molts detalls com el breu regnat de Mir Sayyid Muhammad superintendent de la capella Razawi el 1750; arriba fins al desembre del 1791.